# Хорн (Аустрија)
Хорн град је у Аустрији, смештен у северном делу државе. Значајан је град у покрајини Доњој Аустрији, где је седиште истоименог округа Хорн.

## Природне одлике
Хорн се налази у северном делу Аустрије, на 80 км северозападно од главног града Беча.
Град Хорн се образовао у тзв. Шумској четврти Доње Аустрије. Град се сместио у тзв. Хорнској котлини, на приближно 310 m надморске висине. Подручје око града је валовито и плодно. Кроз град протиче речица Тафа.

## Становништво
| 1971. | 1981. | 1991. | 2001. | 2011. |
| ----- | ----- | ----- | ----- | ----- |
| 6.265 | 6.322 | 6.364 | 6.411 | 6.535 |

Данас је Хорн град са око 6.500 становника. Последњих деценија број становника у граду се повећава.

## Галерија
- Римокатоличка Црква св. Ђорђа
- Хобартов музеј
- Стара кућа на главном тргу
- Музеј Мадерн